# アイアンコング
アイアンコング(iron kong) は、トミー（現タカラトミー）より発売されているゾイドシリーズに登場する架空の兵器。本項では強化型のアイアンコングMk-IIおよび機体バリエーションに付いても記載。

## 概要
『ゾイド』第1期シリーズ（1983～1990年）から登場。第2期シリーズ（1999～2006年）にも登場した。
初出はトミーにおいて1985年に発売された玩具商品となる。この開発はトミー（現タカラトミー）の藤野凡平が行った。藤野はインタビューに際し、製作の折には上野動物園へ実物のゴリラの観察に訪れたと語っている。トミーの田島豊によれば、初期には腹部などから小型メカが発進するアイデアも存在したが、商品価格が跳ね上がることからオミットされたという。

## 設定解説
| アイアンコング IRON KONG | アイアンコング IRON KONG |
| ------------------------ | --- |
| 番号                     | EPZ-002（ゼネバス帝国） EZ-015（ガイロス帝国） |
| 所属                     | ゼネバス帝国 ガイロス帝国 |
| 配備数                   | 600機(ガイロス帝国・ZAC2100年秋時点) |
| ロールアウト             | ZAC2032年 |
| 分類                     | ゴリラ型 |
| 全長                     | 11.5m |
| 全高                     | 17.7m |
| 全幅                     | 13.1m |
| 重量                     | 187.0t |
| 最高速度                 | 150km/h |
| 乗員人数                 | 2名 |
| 主な搭乗者               | ユージン・レオナード ルドルフ(バトルストーリー) フランツ・ハルトマン シュミット(バトルストーリー) レニー・K・シュヴェスター ロッソ、ヴィオーラ(ゾイド-ZOIDS-) マルクス少佐(ゾイド-ZOIDS-)                                   |
| 武装（旧）               | 6連装大型ミサイルランチャー ミサイルポッド 長射程対地ミサイル×2 補助エネルギータンク 大型レーザー・サーチライト エレベーター ミサイル弾倉 吸気口 排気口                                                                     |
| 武装（新）               | TVM地対地2連装戦術ミサイル 10連発自己誘導ロケット弾ランチャー 対ゾイド6連装ミサイルランチャー アイアンハンマーナックル×2 複合センサーユニット                                                                               |
| 武装（HMM）              | TVM地対地2連装戦術ミサイル ショルダーミサイルポッド×2（10連装自己誘導ロケットランチャー） アンチゾイド連装ミサイルランチャー アイアンハンマーナックル×2 複合探知センサーユニット 集音センサー ベンチレーター バイトファング |

第1期シリーズ～『ゾイドバトルストーリー』におけるアイアンコング
中央大陸戦争が激化する中、ゼネバス帝国が「打倒ゴジュラス」のスローガンを基に、ZAC2032年に開発したゴリラ型ゾイド。重装甲格闘攻撃型。
ゼネバス皇帝の密命のもと、プロジェトグループによって秘密工場にて開発された。格闘戦を主眼に置いた設計がなされており、人間に近い体型から重火器が有効でない密林や市街地戦においても高い性能を発揮する。接近戦においては特化したゴジュラスには譲るものの、砲撃戦能力ではゴジュラスを圧倒。3種のミサイルを装備することでアイアンコングは後方からの支援を必要とせず、ゴジュラスの無敵時代を終焉に導いた。また、装甲は軽快な動作を妨げないために軽量かつ堅固な特殊合金を導入。重装甲と全天候対応能力を持ち、オールマイティに戦えるため万能機と称される。
気性が荒く操縦が難しいゴジュラスに比べてアイアンコングは扱いやすい設計になっており、野生の本能と生命力を制限し、コンピュータ制御によって性能を画一化された操縦系統を設けている。また、並列複座型のコックピットで操縦者と射撃手に分担したことで操縦は容易である。加えて地形・天候を選ばずに活動可能。高性能・多用途・操作性のいずれも高レベルでバランスがとれており、旧大戦経験パイロットの間では「ゾイドの最高傑作」と評価が高い。「帝国の切札」の異名を持つ。
中央大陸戦争最中のZAC2047～2048年ごろには第一線を退く。その後、西方大陸戦争勃発時においては、開戦当時のガイロス帝国軍最強ゾイドとして君臨。ZAC2099年の西方大陸戦争緒戦ではオリンポス山を巡る攻防戦で共和国軍を圧倒した。
『ZOIDS concept art』におけるアイアンコング
こちらの設定では、希少種のゾイドから改造しており、腕に備えられた回転カッターで進路を切り開く、肉弾戦を得意とした高機動型の強襲戦用ゾイドとして扱われる。また、コンセプトアートにはミサイルを装備したデザインのアイアンコングも描かれている

### 武装・装備
（旧）は中央大陸戦争から第一次大陸間戦争時（第1期シリーズ）の呼称、（新）は第二次大陸間戦争時（第2期シリーズ）の呼称となる。
6連装大型ミサイルランチャー（旧） / 対ゾイド6連装ミサイルランチャー（新）
射程50kmに達する右肩中距離ミサイル。アイアンコングに装備された火器の中で、とりわけ肩部ミサイルは近距離連射でゴジュラスに対して有効な威力を持つ。
接近戦では腕部に持ち換えて使用する。
『HMM』版アイアンコングではアンチゾイド6連装ミサイルランチャーと呼称される。
ミサイル弾倉（旧）
6連装大型ミサイルランチャー（対ゾイド6連装ミサイルランチャー）の上部に設置される。
ミサイルポッド（旧） / 10連発自己誘導ロケット弾ランチャー（新）
左肩部に装備。一度に10発のミサイルを同時発射することが可能で、近距離戦において敵を殲滅する効果を持つ。
『HMM』版のアイアンコングでは「ショルダーミサイルポッド」という呼称で両肩部に装備している。
長射程対地ミサイル（旧） / TVM地対地2連装戦術ミサイル（新）
背部に装備される。誘導装置によって射程は200kmに達し、アイアンコングの行動できる戦域を拡大させている。
補助エネルギータンク（旧）
アイアンコングのバックパック。
大型レーザー・サーチライト（旧） / 複合センサーユニット（新）
額部に装備される。赤外線によって索敵を行う。
アイアンハンマーナックル（新）
アイアンコングの拳部。両腕は補助エンジンが内蔵されており、接近戦で威力を発揮する。
排気口（旧）
肩部側面に備える。
吸気口（旧）
アイアンコングの鼻部。『HMM』版アイアンコングではベンチレーターと記述される。
エレベーター（旧）
左胸部に設置される。
バイトファング
『HMM』版アイアンコングで設定された装備。口腔部の牙で、格闘戦と武器運搬用を兼ねている。

## キット
トミー（タカラトミー）版
電池ボックスが2ヶ所あり、腹部に単三電池2本、背中には単三電池2本が必要。後に海外版「ZOIDS2」発売時に腹部のバッテリーボックスを単二一本の仕様に変更。ミサイル弾の先端が平たく変更され、以降に生産されたキットはこの仕様となる。前者が歩行と発声、後者が発光を担当する。動力スイッチは腰背部にあり、スイッチを入れると、首を左右に振りながら四手足を動かして歩行し、背部の連装ミサイルを反時計回りに回転させる。ある程度歩行すると鳴き声を発し、目の中に仕込まれたライトが光る。鳴き声を最初に導入したゾイド（他に鳴き声を出すゾイドは、キングゴジュラス、ゴジュラスギガ、ムゲンライガー、バイオティラノ、バイオトリケラ、バイオケントロ、バイオヴォルケーノ、バイオメガラプトル）でもある。素体フレームはデッドリーコングに流用されている。手足の装甲はフレームとは別パーツ化されているため完全着脱が可能であり、骨組みのみの状態でも問題なく歩行できる。成型色は目のクリアパーツが赤、ボディはやや明るい黒と赤、キャップの色が緑。手動ギミックとして、右肩に装着するミサイルランチャーに発射機構があり、ミサイル弾を弾倉部分に入れて後部スイッチでスプリングを操作して発射できる他、左肩の10連ロケットランチャーおよびコクピットのハッチの開閉。超大型クラスに分類されるモデルだが、ゴムキャップは下位クラスのレッドホーンと同じものを使用している。
EPZ-02 アイアンコング
1985年9月発売。
限定版 アイアンコングMk-II
1986年10月発売。アイアンコングに武装パーツを追加。ゾイド3周年を記念した限定商品。
アイアンコングMk-II量産型
1987年6月発売。アイアンコングに高機動ブースターパックのランナーを追加した商品。2005年にトイズ・ドリームプロジェクトにてゴジュラスMk-II量産型と共に復刻発売されたが、動力部は新シリーズのままである。
EZ-015 アイアンコング
1999年10月に発売。成型色は目の部分は緑、ボディはメタリックブラックとやや暗い赤、キャップは灰色にそれぞれ変更されている。
アイアンコング プロイツェンナイツ
製品内容はアイアンコングMk-II限定型と同じだが、成型色はフレームと武装が銀、目のクリアパーツがクリアーレッドからクリアーグリーンになっており、それと逆転したかのようにキャップの色も緑から赤に変更された。初版のみしか販売されておらず、本機が装備する大型ビームランチャーは新シリーズではカスタマイズパーツなどの他入手先もなかったため、本機あるいはMk-II限定型は改造による再現もハードルが高い希少品となっている。
アイアンコングイエティ
2002年12月発売。成型色が異なる以外Mk-II量産型と同一の形状。
アイアンコング（カール・L・シュバルツ仕様）
2009年1月発売。アニメ10周年記念特別商品。ランチャーのパーツをガトリング砲のパーツに差し換えたが、同じバン仕様シールドライガーと違ってシュバルツのフィギュアは付属しない。また、背中の三連装キャノンが付いておらず、完全にテレビアニメの機体を再現するにはレッドホーンからもパーツを流用しなければならない。
備考
2002～2003年ごろのホビーショーや雑誌などではアイアンコングを踏襲したゴリラ型のゾイド「アイアンコング・エヴォルツォーネ」が掲載または参考展示されていた。歩行からドラミング、パンチ動作を可能とするRCのコンセプトモデルであった
REALIZE MODEL RMZ-009 アイアンコング ガイロスカラー
2025年11月発売予定。可動、組み立てやすさ、コレクション性、アニメの再現性、リアリティに重点を置いている1/100プラキットシリーズ。首はボールジョイントを採用しての可動域の拡大、胸部の開閉、肩部の可動、肘の可動域の拡大、手首は親指から人差し指までの可動と中指から小指までは緩く握った根本が可動するものと開いたものが同梱し差し替えで再現している。肩部10連発自己誘導ロケット弾ランチャーのハッチの開閉、従来の左肩部だけでなく右肩部にも装備しハッチのデザインも従来のものから左肩部と同様のものと選択可能。股関節の可動もナックルウォークの姿勢で保持が可能でありバックパックも内部アームが可動することで直立でも前方への展開ができる。TVM地対地2連装戦術ミサイルは取り外しができ、対ゾイド6連装ミサイルランチャーも肩やバックパック、腕に接続ができる。砲身の伸縮や弾倉の取り外しも可能。一般兵士2体のフィギュアが付属。
HMM（ハイエンド・マスターモデル）シリーズ
アイアンコング
シリーズ第15弾。成形色と説明書で指定されている配色、デカールはガイロス帝国仕様となっている。パッケージイラストは大量の同型機とモルガを背景にして、複数のコマンドウルフを捻り潰した後の姿、という構図で描かれた。各部のディテールアップはもちろんのこと、ゴリラの特徴を最大に生かすため手足の関節の自由度が大幅に増しており、ドラミングのポーズが可能で手足の指も可動し、特に手指は全ての関節が動く。足の親指は足のみで直立する際の安定性を強化する差し替え版とのコンパチブルとなっている（差し替えの際は通常版だけでなく足の内側のキャップも外す必要がある）が、通常版でもそれなりに安定した二足直立が可能。
HMM独自のアレンジとして、開閉できる口顎が追加され、その内部には歯と舌も造型されている。それに合わせてか、上唇と下唇が意図的に接触しないように設計されているので歯がむき出しとなっている。右肩上の中距離ミサイルランチャーはバックパックとスイングアームで接続され背中側に格納可能となった（左肩側への装着もできる）。併せて、左肩内蔵のミサイルポッドが右肩にも増設された。
コトブキヤからはD-STYLEシリーズでも製品化されており、こちらはロッソとヴィオーラのフィギュアが付属している。
アイアンコング シュバルツ仕様
シリーズ第38弾。2013年6月発売。肩のガトリング砲をはじめ、背部の三連装リニアキャノンや単座仕様のコクピットなど、アニメ登場機体の仕様を再現しているが、ビームランチャーに付属するTEZ20mmリニアレーザーガンは省略されている。一方で、背部のリニアキャノンには高圧濃硫酸噴射砲が追加された。シュバルツのフュギュア（立像とコックピットに座った形態）も付属している。
アイアンコング プロイツェンナイツ
2016年1月、ワンダーフェスティバルにおいて製品化のニュースと試作原型が発表。同8月20日に発売。パッケージには本機に破壊されたコマンドウルフと思しき敵機と、若干ピンボケ調ながらデスザウラーも描かれている。エネルギーチューブ部は、リード線を通してプラパーツを連結するベルトリンク・エネルギーケーブルとなる。ビームランチャーはダークホーン ハリースペシャルからの流用。トミー版の解説において単体で飛行可能とされていたブースターパックはビームランチャーおよびコング本体のバックパックも含む背部装備品全体が分離し、重武装の支援戦闘機へと変形する独自ギミックが新たに追加された。
コトブキヤ公式サイトの通販および直営店で購入した際の数量限定特典として、クリアパーツのクリアーレッド版が用意された。
アイアンコングイエティ
2020年6月発売。成型色を変更し上記のパーツを全て同梱している。コックピットは単座型と複座型の選択となっている。ガトリング砲やビームランチャーはブースターパックの左右どちらにも装着可能。

## 劇中での活躍

### 『HISTORY OF ZOIDS』
ZAC2038年におけるウィルソン湖の戦いでは山脈の尾根で遭遇した共和国軍索敵部隊を「山が動いた！」と驚愕させ、10日間における交戦を行った。

### バトルストーリー
『ゾイドバトルストーリー』（小学館）
『ゾイドバトルストーリー』1巻から登場。ZAC2032年には偵察任務に従事していたゴルドスを撃破、中央山脈の国境線に存在する共和国軍前進基地を破壊し、大嵐の吹き荒れる深夜帯にもかかわらず国境を突破して見せる全天候性の行動能力を見せた。その後大部隊で山脈を突破し、共和国領へとなだれ込んだアイアンコングは猛爆するサラマンダーの撃破に成功し、平原での戦いではゴジュラス200機とコング150機が激突。ミサイルによってゴジュラスへの攻撃を敢行したが、犠牲を出しながらも進軍を続けるゴジュラスに接近を許したことと、接近戦に対応するため装備を持ち替えた隙を突かれ格闘戦では撃破されている。この交戦において最終的にはコング部隊が撤退し、共和国軍が勝利したもののゴジュラスの損失が140台、コングの損失が100台で損害ではゴジュラスが上回る結果となり、この苦戦を受けて共和国はZAC2033年にゴジュラスの強化に着手し、ゴジュラスMk-IIを完成させている。
続くZAC2035年におけるゴジュラスの帝国基地潜入作戦の際は侵入したゴジュラスの迎撃ゾイドとして登場。
『ゾイドバトルストーリー3』ではZAC2044年12月におけるクック海軍基地の戦いで、フランツ・ハルトマンとその教え子であるシュミットとルドルフの機体が登場。共和国軍の奇襲を受でこれを追跡したものの、逆に共和国部隊に包囲され、脱出に失敗したルドルフとシュミットの機体はコクピットごとウルトラザウルスに踏みつぶされている。
『ゾイドバトルストーリー4』ではZAC2048年10月において共和国首都を塞ぐ要塞にアイアンコングMk-2とともに陣取り、手持ちのミサイルを携行する改造コングが登場した。これは「塔の上の悪魔」と呼ばれた。同基地とコングはマッドサンダーの出陣によって要塞ごと撃破されている。
『ゾイド公式ファンブック』（小学館）
『ゾイド公式ファンブック2』では、ZAC2100年9月の戦いにおいてウルトラザウルス・ザ・デストロイヤーの砲火に飲み込まれた機体も見られた。
『ゾイド公式ファンブック3』では、ZAC2101年7月のエントランス湾での戦いでライガーゼロパンツァーのバーニング・ビッグバンを受け守備隊の機体が防衛基地ごと撃破された。また、レニー・K・シルヴェスターの搭乗機が鉄竜騎兵団（アイゼンドラグーン）の攻撃を受け、撃破されている
『ゾイド公式ファンブック4』においては、ZAC2101年10月初旬に行われたトリム高地での戦いではセイバータイガーやヘルキャットとの混成による山岳部隊が共和国軍の防衛隊と交戦し、2日間における戦いで共和国側戦力の85%を壊滅に至らしめた。同年11月に行われたプロイツェンによるヴァルハラ反乱時においてはノーマル機がアイアンコングPKに撃破されている。

### アニメ
『ゾイド -ZOIDS-』第19話からノーマル仕様が登場。シュバルツの部下のマルクス少佐や、デザルト・アルコバレーノのロッソとヴィオーラが搭乗した。キット設定などでは並列複座型の機体であるのに対し、テレビアニメ版ではほとんど一人乗りで描写されている。
『ゾイドフューザーズ』ではガミーのゴジュラスギガ相手に善戦するがいつの間にか敗北。後もピアーズのエナジーライガーやブレードの凱龍輝の実験台にされるなど、あまり良い扱いを受けていない。因みに武装はシュバルツカスタムと同一である。
『ゾイドジェネシス』では登場せず、デッドリーコングに役割を譲った。

### ゲーム
「ZOIDS VS.シリーズ」では、バリエーション機を含め多数登場している。
『ZOIDS STRUGGLE』では、やや鈍重ながら格闘・射撃共に優秀な機体とされている。続編のフルメタルクラッシュでは、新登場のデッドリーコングとはそれぞれ異なる特性を持つ。
『ゾイド 中央大陸の戦い』では、ノーマルカラ―と限定版カラ―の他、ゲームオリジナルのパープルカラーの機体が敵として出て、ゲームでもデスザウラー以外では最強の敵ゾイドとなる。『ゾイド2』でも限定型と量産型を加えて登場。『ゾイド伝説』で初めてプレイヤーがコントロール出来るゾイドとして登場し、『ゾイド黙示録』にも出演している。
PSソフト『ZOIDS 帝国VS共和国 メカ生体の遺伝子』でも登場。裏技によって「冷凍砲」と呼ばれる追加装備を積載した状態で初期から使用できる。『ZOIDS2 ヘリック共和国vsガイロス帝国』にも出演。『ゾイドインフィニティ』でも初期機体として登場。ランクが上がると、ビームランチャーと同型の荷電粒子砲（威力はジェノザウラー系の1/3程度）を装備することも可能。
『ZOIDS Material Hunters』では、ZOIDS concept art風のアレンジデザインで登場。ただし、concept artでは腕に回転カッターを持つゾイドとなっており、ゲームでも設定解説では回転カッターについて言及されているものの、実際の機体グラフィックにはカッターは見当たらない。カラーバリエーションとして、迷彩カラーのフォレストドラム（Forest Drum）と雪上カラーのスノーフレイク（Snowflake）がある。
『ZOIDS FIELD OF REBELLION』では、プレイヤーが使える中型ゾイドとして「アイアンコング」と「アイアンコングPK」が登場する。ゲームはZOIDS concept artの世界観をベースにしているが、従来のキットをほぼ踏襲するデザインで実装。ゲームオリジナルのパイロットとしてショーン・ミュアヘッドも登場する。

### 漫画
機獣新世紀ZOIDSでは二度に渡ってシュバルツ仕様機が登場。後にミサイルを増強した改造機も登場するが、レイヴンの搭乗するバーサークフューラーに撃破された。

## バリエーション

### アイアンコングMkII限定型
| アイアンコングMkII限定型 IRON KONG Mk-II | アイアンコングMkII限定型 IRON KONG Mk-II |
| ---------------------------------------- | --- |
| 番号                                     | EPZ-002R |
| 所属                                     | ゼネバス帝国 |
| 分類                                     | ゴリラ型 |
| 全長                                     | 19.1m |
| 全高                                     | 20.8m |
| 全幅                                     | 13.1m |
| 重量                                     | 209t |
| 出力                                     | 6270ps |
| 最高速度                                 | 150km/h |
| 乗員人数                                 | 2名 |
| 主な搭乗者                               | コマンド・エコー ロバット |
| 武装                                     | 大型ビームランチャー 連装電磁砲 高高度対空ミサイル×2 長射程対地ミサイル×2 4連装ミサイルポッド 10連装ミサイルポッド レーザーライト 赤外線ライト 大型レーザーサーチライト 高機動ブースターパック |

中央大陸戦争時代、ゼネバス帝国軍のスパイコマンド、エコー中佐がウルトラザウルスを撃破するために開発したバリエーション。改・重装甲格闘攻撃型。ゼネバス帝国は優秀な技術陣を擁していたものの、工業力・資源ともに共和国に劣っていたために新規開発の巨大ゾイドでは生産を圧迫してしまう点や、新規設計の時間が確保できなかったことからアイアンコングの強化機である本機が作られた。先行して試作したイエティコング、スペースコングから得られたデータが反映されており、腹部には寒冷地用の生命維持装置を内蔵する。ノーマルのアイアンコングよりも火力・機動性を向上させたモデルとなる。高い性能を誇るものの、生産性に問題があったため、装備を簡略化したものが量産化された。中央大陸戦争期のZAC2047～2048年ごろには第一線を退いている。
武装・装備
大型ビームランチャー
右肩部に装備される。大型レーザーサーチライトと連動し高い命中率を発揮しつつ、大型ゾイドを一撃で撃破する。
連装電磁砲
左腕部に装備される。射程は短いながらも中型ゾイドに打撃を与えることが可能で、白兵戦や援護射撃で効果を発揮する。
高高度対空ミサイル
背部に装備される。サラマンダーを仮想敵とした装備で、誘導は熱追尾方式。発見される前に先制攻撃することを目的としている。
4連装ミサイルポッド
連装電磁砲の上部に装備される。
レーザーライト
左肩部に装備される。目標捕捉および敵発見に効果を発揮。
赤外線ライト
レーザーライトの真上に装備される。暗視用の赤外線ライト。
高機動ブースターパック
バックパックに装備される。これによってノーマル機と同じ速度を維持しただけではなく、せり出した2基の高機動ウイングによってどんな体勢からも姿勢制御を行い、瞬時に攻撃に移れる高い機動性をも得た。このパックは単独での飛行も可能としている。
作中の活躍
ZAC2037年においては帝国軍のスパイコマンド、エコー中佐が考案し、後に正式採用されたアイアンコングMk-IIが中央大陸最北端に位置する極寒のザブリスキーポイントにてウルトラザウルスとトーマス中尉操縦のゴジュラスMk-II限定型を撃破寸前まで追いつめるが、一瞬の隙をゴジュラスMk-II限定型のキャノン砲によって撃破されている。
ZAC2042年のアルメーヘン橋争奪戦でもロバット中佐率いるコングMk-II部隊が共和国のカノントータス部隊を撃破している。
呼称
「アイアンコングMkII限定型」の呼称は「ゾイド公式ファンブック」掲載時のもの。「ゾイドバトルストーリー3」における戦力比較表においては「アイアンコングMk-II（限定型）」と表記される。「バトルストーリー」1巻およびキットパッケージでは「アイアンコングMk-II（またはアイアンコング・マークII）」と呼称される。
第21北部方面隊機「ホワイト・ロック」
『アイアンコング・マークII』商品パッケージに掲載されたバリエーション。カモフラージュのために白色の冬季寒冷地カラーを施した機体で、ヒーターを強化し冷気による出力低下を抑えている。
兵器開発部隊実験迷彩機仕様
『アイアンコング・マークII』商品パッケージに掲載されたバリエーション。迷彩パターンを施された実験機で、1機のみ存在。なお、迷彩の効果は疑問視されている。

### アイアンコングMkII量産型
| アイアンコングMkII量産型 IRON KONG Mk-II | アイアンコングMkII量産型 IRON KONG Mk-II |
| ---------------------------------------- | --- |
| 番号                                     | EPZ-002P |
| 所属                                     | ゼネバス帝国 暗黒軍(ガイロス帝国) |
| 分類                                     | ゴリラ型 |
| 全長                                     | 19.1m |
| 全高                                     | 20.8m |
| 全幅                                     | 13.1m |
| 重量                                     | 198t |
| 出力                                     | 6270ps |
| 最高速度                                 | 150km/h |
| 乗員人数                                 | 2名 |
| ZEP                                      | 攻撃力：39 防御力：36 総合力：75 |
| 武装                                     | 6連装大型ミサイルランチャー 10連装ミサイルポッド 赤外線ライト 長射程対地ミサイル×2 レーザーライト 大型レーザーサーチライト 高機動ブースターパック |

生産性の観点からアイアンコングMkII限定型の武装を簡略化した機体。重装甲格闘攻撃型。中央大陸戦争時のZAC2046年にはゼネバス帝国軍・タイプMk-II部隊の隊長機としてグレートサーベルやブラックライモスNEW、デスザウラーMk-II、ブラキオスNEWを伴い活躍した。ゼネバス帝国滅亡後の第一次大陸間戦争にもガイロス帝国（暗黒軍）のゾイドとして使用された。
森林戦用特殊部隊第5中央方面量産型仕様
『アイアンコングMk-II量産型』商品パッケージに掲載されたバリエーション。森林で戦うため機動性を重視しており、迷彩塗装が施されている。
第38北部方面隊機「オーロラ・ロック」
『アイアンコングMk-II量産型』商品パッケージに掲載されたバリエーション。寒冷地戦用にカモフラージュ用の白色塗装を施し、ヒーターの強化によって冷気による性能低下を抑えたタイプ。
呼称
「アイアンコングMkII量産型」の呼称は「ゾイド公式ファンブック」掲載時のもの。「ゾイドバトルストーリー3」における戦力比較表においては「アイアンコングMk-II（量産型）」と表記される。キットパッケージでは「アイアンコング・マークII量産型」と呼称される。また、「ゾイドバトルストーリー」作中では「アイアンコングMk-II」と記述されることもある。
劇中の活躍
『ゾイドバトルストーリー』学年誌掲載版において、デスザウラーMk-II、グレートサーベル、ブラックライモス、ブラキオスNEWを率いるゼネバス帝国軍Mk-II部隊の指揮機として登場。ウルトラザウルスに対して夜明けの奇襲攻撃を行った。
別のストーリーでは、ブラックライモスNEW、ブラキオスNEWを引き連れ共和国軍の秘密工場に突入。ベアファイターやカノントータスを撃破するも、落とし穴に陥落しそこからマッドサンダーが出現。マッドサンダーのマグネーザー（ストーリー中ではこれがサンダーホーンと記述される）から発した「マッドサンダータイフーン」によって退けられている。

### アイアンコング プロイツェンナイツ
| アイアンコングプロイツェンナイツ IRON KONG PK | アイアンコングプロイツェンナイツ IRON KONG PK |
| --------------------------------------------- | --- |
| 番号                                          | EZ-015PK |
| 所属                                          | ガイロス帝国 チーム・チャンプ（スラッシュゼロ） |
| 配備数                                        | 30機(ZAC2100年秋時点) |
| 分類                                          | ゴリラ型 |
| 全長                                          | 19.1m |
| 全高                                          | 21m |
| 重量                                          | 209t |
| 最高速度                                      | 170km/h |
| 乗員人数                                      | 2名 |
| 主な搭乗者                                    | ハンナ・ハンナ チーム・チャンプ（スラッシュゼロ） ハリー・チャンプ ベンジャミン セバスチャン |
| 武装                                          | ビームランチャー AZ対空ミサイル×2 2連装パルスレーザーガン 動力ケーブル×2 4連装グレネードランチャー レーザーセンサー ハイマニューバーブースターパック バーニアスタビライザー×2 TVM地対地2連装戦術ミサイル 10連発自己誘導ロケット弾ランチャー アイアンハンマーナックル×2 複合センサーユニット |

ガイロス帝国摂政ギュンター・プロイツェン元帥直属の親衛隊プロイツェンナイツ（通称PK師団）の旗艦機。PK師団の権限によって特別な改造が許されており、動力機関の強化により基本出力が向上している。ハイマニューバーブースターパックの搭載によりの最高速度も20km/h増した。赤い装甲と秘密警察的なPK師団の存在からブラッディコングの異名を持ち、戦闘力は通常機の3倍以上を誇る。その高い運動性によって高速ゾイドとの格闘戦も可能としている。
HMM（ハイエンドマスターモデル）におけるアイアンコング プロイツェンナイツ
こちらの設定では、オーガノイドシステムの発掘とその技術によって西方大陸戦争開戦以前から旧ゼネバス帝国ゾイドの再生産と調整が行われていたガイロス帝国において、量産性を優先した通常型のコングとは別ラインで、長期間かけて調整され1.5倍のパワーゲインを発揮するゾイドコアを素体に、高機動・立体的戦闘を可能とするブースターとスタビライザー、高出力・連射可能な光学射撃武器、量産機では実現できない炭素素材とチタンの複合装甲と対エネルギー塗装を付与したゾイドとなっている。これにプロイツェン自身が選抜した優秀なパイロットを与えた結果、PKコングの総合戦闘能力は量産機の2.5倍に達するとされている。
武装・装備
ビームランチャー
右肩部に装備する。レーザーサイトと連動し、高い命中率を発揮する大口径ビーム砲。アイアンコングMk-II限定型の大型ビームランチャーと同様の兵装。
AZ対空ミサイル
背部に装備する。これによって本機はストームソーダーのような飛行ゾイドを相手に戦力比で優位性を持つ。高高度対空ミサイルと同様の兵装。
2連装パルスレーザーガン
左腕のハードポイントに装備する接近戦用の火器。アイアンコングMk-II限定型では電磁砲であったが、本機ではレーザーガンとなる。
動力ケーブル
右胸部からビームランチャーに1本、左胸部から2連装パルスレーザーガンに1本接続されている。
4連装グレネードランチャー
2連装パルスレーザーガンの上部に装備する。アイアンコングMk-II限定型における4連装ミサイルポッドと同型の装備だが、本機ではグレネードランチャーとなる。
レーザーセンサー
左肩部に装備された、アイアンコングMk-IIのレーザーライトと同型の装備。
ハイマニューバーブースターパック
背部に装備する。アイアンコングMk-IIの高機動ブースターパックと同様の装備。
バーニアスタビライザー
ハイマニューバーブースターパック両側面に備える。機体の運動性を向上させる役割を持つ。
作中の活躍
バトルストーリー
ZAC2100年7月に行われた西方大陸戦争第二次全面会戦ではハンナ・ハンナ少佐の搭乗機が戦意高揚のため派遣され、単機でヘリック共和国軍ロブ基地内部に突入し、シェルターに寿司詰めで身動きままならない共和国軍を追い詰めたが、起動したゴジュラス・ジ・オーガの圧倒的な力の前に敗れた。
翌2101年のプロイツェンが興したネオゼネバス帝国誕生決起時には、旧ゼネバス派主力機としてクーデターに荷担。ガイロス帝国首都ヴァルハラにてガイロス正規軍予備兵力を一掃するが、その後殺到したヘリック・ガイロス連合軍の猛攻で、本機をはじめとしたPK師団は投降者を出さぬまま全員玉砕した。
アニメ
「スラッシュゼロ」第9話で登場。チーム・チャンプのメンバーがアイアンコングPKとアイアンコングPKMS2機ずつの編成で使用した。劇中では「ピーケー仕様」と呼称された。ハリー・チャンプが搭乗し、ライガーゼロイエーガーを格闘戦で寄せ付けずリノンのガンスナイパーも素手で捕獲するが、シュナイダーのバスタースラッシュでようやく倒された。
また、ハリーたちはロイヤルカップでもこの機体で参戦している。バーサークフューラーの荷電粒子砲の余波からリノンを庇い、大破した。

### アイアンコングMS
| アイアンコングMS | アイアンコングMS |
| ---------------- | --- |
| 所属             | ガイロス帝国 |
| 配備数           | 200機(ZAC2100年秋時点) |
| 分類             | ゴリラ型 |
| 全長             | 19.1m 11.5m |
| 全高             | 20.8m |
| 重量             | 198t 195t |
| 最高速度         | 150km/h 180km/h |
| 乗員人数         | 2名 |
| 武装             | アイアンハンマーナックル×2 対ゾイド6連装ミサイルランチャー TVM地対地2連装戦術ミサイル 10連発自己誘導ロケット弾ランチャー 複合センサーユニット ハイマニューバーブースターパック バーニアスタビライザー×2 レーザーセンサー |

バーニアスタビライザーとサーチライトによって機動性と砲撃精度を向上した機体で、主にガイロス帝国軍のエースパイロットに配備された。200t近い機体を横滑り移動させるほどの高い運動性を発揮、その戦闘力はノーマルコングの1.5倍、実戦では2倍以上を誇る。
呼称
この機体呼称は『ゾイド公式ファンブック2』掲載時のもの。その他、アイアンコングマニューバーカスタム、アイアンコングマニューバスラスター、アイアンコングマニューバ、アイアンコングMk2と媒体によって表記揺れが存在する。

### アイアンコングイエティ
| アイアンコングイエティ IRON KONG YETI | アイアンコングイエティ IRON KONG YETI |
| ------------------------------------- | --- |
| 所属                                  | ガイロス帝国 ネオゼネバス帝国 |
| 分類                                  | ゴリラ型 |
| 全長                                  | 19.1m |
| 全高                                  | 20.8m |
| 重量                                  | 198t |
| 最高速度                              | 150km/h |
| 乗員人数                              | 2名 |
| 武装                                  | アイアンハンマーナックル×2 対ゾイド6連装ミサイルランチャー TVM地対地2連装戦術ミサイル 10連発自己誘導ロケット弾ランチャー ハイマニューバーブースターパック バーニアスタビライザー×2 複合センサーユニット レーザーセンサー |

厳寒の暗黒大陸の冬にも耐え抜き、性能を完全に引き出すことが出来る寒冷地仕様のアイアンコング。旧ゼネバス帝国時代に試作機が生まれた。現在はガイロス、ネオゼネバスの双方で使用されている。
作中の活躍
漫画
初出はウェブコミックZOIDS妄想戦記「幻惑の雪山」。ZAC2101年の暮れにライガーゼロパンツァーとケーニッヒウルフからなる共和国部隊が、ゼネバス皇帝の王位継承の証である仮面を有した少女を連れた機体と遭遇している。ウェブコミックにおいては右肩の武装がガトリング砲である他、コミック中ではバックパックのバーニアスタビライザーも異なるデザインが見られた。
バトルストーリー
ZAC2101年11月のヴァルハラ決起の際にアイアンコングPKと交戦した。

### アイアンコングSS
| アイアンコングSS        | アイアンコングSS |
| ----------------------- | --- |
| 番号                    | EZ-015SS |
| 所属                    | ガイロス帝国 |
| 分類                    | ゴリラ型 |
| 全長                    | 11.5m |
| 全高                    | 17.7m |
| 重量                    | 180t 192t |
| 最高速度                | 160km/h 150km/h |
| 乗員人数                | 1名 |
| 主な搭乗者              | カール・リヒテン・シュバルツ |
| 武装 （タカラトミー版） | アイアンハンマーナックル×2 ビームガトリングガン ビームランチャー TVM地対地2連装戦術ミサイル 10連発自己誘導ロケット弾ランチャー 複合センサーユニット |
| 武装（HMM）             | バイトファング アイアンハンマーナックル×2 10連装自己誘導ロケットランチャー×2 6連装ビームガトリングガン パルスレーザーライフル 地対地ミサイルポッド 80mm地対空2連装ビーム砲 対ゾイド3連装リニアキャノン 高圧濃硫酸噴射砲 複合探知センサーユニット 集音センサー×2 複合センサーユニット ベンチレーター 排気ダクト×2 冷却ユニット×2 単座型コックピット バックパックユニット |

ガイロス帝国軍将校カール・リヒテン・シュバルツ専用のアイアンコング。アニメ『ゾイド -ZOIDS-』を初出とし、漫画『機獣新世紀・ZOIDS』、およびゾイドバトルストーリーに登場する。
胸部と肩部の装甲が赤い強化装甲に換装され、通常部隊である国防軍所属のアイアンコングでは唯一、アイアンコングPKに匹敵する戦闘力を持つ。
「アイアンコング・SS」という機体呼称は『ゾイド公式ファンブック2』および「ゾイドバトルカードゲーム」登場時のものであり、SSはシュバルツスペシャルの略となる。一方で、「プロイツェンの反逆」掲載時ではアイアンコング（シュバルツ仕様）の呼称が用いられている。2009年にタカラトミーより発売された玩具商品の呼称は「アイアンコング（カール・L・シュバルツ仕様）」、コトブキヤより2013年に発売されたプラモデル商品の呼称は「アイアンコング シュバルツ仕様」と表記ゆれが見られる。
武装・装備
媒体や登場エピソードによって差異がある。
右肩に中距離ミサイルに替えてベルト給弾式のビームガトリング砲。背部の戦術ミサイルをレッドホーンの三連装リニアキャノンに換装した仕様は遠距離攻撃能力は低下したものの、近距離・中距離の戦闘能力は増強された。アニメ『ゾイド-ZOIDS-』第13話や第34話、『ゾイドバトルストーリー』に登場した仕様はこれに準じている。
ゾイドバトルカードゲームのカードイラストやそのスチル写真を流用した公式ファンブック2巻掲載時やゲーム『ZOIDS SAGA2』登場時においては左腕にアイアンコングPKが装備する2連装パルスレーザーガンと4連装グレネードランチャーのセットを装着した姿も見られた。
また、漫画『機獣新世紀ZOIDS』初登場時にはノーマルのアイアンコングと同装備（肩部が対ゾイド6連装ミサイルランチャー、TVM地対地2連装戦術ミサイルのまま）の機体が登場した。
タカラトミーより2009年1月に発売された「アイアンコング（カール・L・シュバルツ仕様）」においては背面に新規パーツを追加していなかったため、外部兵装はビームガトリングガンとビームランチャーのみの変更となっており、背部にはTVM地対地2連装戦術ミサイルそのままの仕様となっている。一方で、漫画『機獣新世紀ZOIDS』第4巻においては右肩部にビームガトリングガンのみを装備し、背部にTVM地対地2連装戦術ミサイルを搭載した機体が見られた。
アニメーション第38話以降はMk-II仕様（アイアンコングPK、アイアンコングMk-II限定型と同等の装備構成）に換装された機体も見られる。この形態は『アイアンコングMK-2シュバルツ仕様』と呼称される。
作中の活躍
バトルストーリー
西方大陸戦争や暗黒大陸への脱出時に登場したほか、ZAC2101年11月のプロイツェンの決起時には単騎、隠し通路を抜けてブラッディデスザウラーを奇襲して戦闘不能に追い込み、ルドルフ操縦のセイバータイガーゴールドの窮地を救った。
アニメ
第13話より登場。バトルストーリー版と異なりガトリング砲は火薬式。スリーパーガイサックをガトリング砲で一蹴し、第1部終盤のデスザウラーとの決戦にも参加。デスザウラーの動きを封じるために、自ら腕を引き千切り脚部の関節に詰める活躍を見せた。
漫画『機獣新世紀ZOIDS』
ポルトの街にて初登場。この際は通常機と同様の装備を施しており、反発する住民のゴドスを退け、カノントータスを撃破した。その後はレイヴンのジェノザウラーと交戦し、片腕を損壊している。再登場時には右肩部の装備をビームガトリングガンに変更した状態で暴走するデススティンガーと交戦するが、性能差から大破している。

### イエティコング
| イエティコング | イエティコング |
| -------------- | -------------- |
| 所属           | ゼネバス帝国   |
| 分類           | ゴリラ型       |
| 全高           | 17m            |
| 重量           | 210t           |

ゾイドバトルストーリー1巻に登場。コンセプトはスパイコマンド・エコーの考案による。スペースコングと共に試作された寒冷地戦タイプの試作機。バックパックには寒冷地においても行動を可能にする生命維持装置が備えられており、同時に各種冷凍兵器に用いるガスが充填されている。背面ユニットから肩越しに前方へ向けられた大型ファンはガスにより、マイナス40℃の冷風を噴き出し敵を凍結させる。また、接近戦において活躍する広角ビーム砲や、ブーメラン状の武器を装備可能としている。右腕部にも冷凍砲を装着可能で、これはマイナス200℃の液状ガスで敵機を凍結させる兵装となる。
寒冷地仕様の試作機が開発されたのはエコーが北極地点（ザブリスキーポイント）においてウルトラザウルスと決戦することを想定していたためである。本機の実験データはスペースコングと統合され、その結果アイアンコングMk-II（限定型）が誕生する。なお、その際には本機において大型のバックパックとなっていた生命維持装置は小型化され、腹部に収納されている。

### スペースコング
| スペースコング | スペースコング |
| -------------- | -------------- |
| 所属           | ゼネバス帝国   |
| 分類           | ゴリラ型       |
| 全高           | 17m            |
| 重量           | 230t           |

ゾイドバトルストーリー1巻に登場。イエティコングと共に試作された宇宙空間移動タイプの試作機。背部に推進器と、右側面にレーザー砲を取り付けたバックパックを備える。さらに背部に大型ロケットブースターを増設することで、宇宙まで上昇、背部の宇宙空間移動装置で目的地の上空へと移動した後、ブースターを逆噴射しながら地上へ降下する。この方法だと惑星Ziのあらゆる場所に20分以内で到着できる。
本機はスパイコマンド・エコーによって考案され、ウルトラザウルスとの決戦を想定していた北極点（ザブリスキーポイント）へと進行するために試作された。開発時のノウハウは後続の大気圏内用飛行装置に生かされたほか、その実験データをイエティコングと統合させ、アイアンコングMk-II誕生に繋げた。

### ブロンズコング
| ブロンズコング | ブロンズコング |
| -------------- | -------------- |
| 所属           | ゼネバス帝国   |
| 分類           | ゴリラ型       |

ゾイドバトルストーリー2巻に登場。一見、ゼネバス帝国首都の王宮の前に置かれたアイアンコングの銅像だが、王宮が危機に陥ると自動的に動き出す。
作中の活躍
ZAC2039年に行われたゼネバス帝国首都防衛戦において作動するも、ゴジュラスMk-II限定型の主砲を受け撃破されている。

### ブラックコング
| ブラックコング | ブラックコング     |
| -------------- | ------------------ |
| 所属           | ガイロス帝国       |
| 分類           | ゴリラ型           |
| 武装           | ビームスマッシャー |

新ゾイドバトルストーリーに登場したガイロス帝国（暗黒軍）仕様のアイアンコング。両腕からビームスマッシャー（作中では「地獄の光輪」または「光輪」と記述される）を発生させることが可能。暗黒軍の兵器工場から出現した機体で、同軍が開発を進めていた「最終兵器」の研究の一部が導入されている。
初出は学年誌『小学三年生』1989年7月号で、同誌掲載時では「デビルコング」の呼称が用いられていた。
作中の活躍
ZAC2052年11月。暗黒軍の兵器工場を共和国軍が襲撃するエピソードで登場。ミッチャム中尉操縦のシールドライガーMk-IIを迎え撃ち、ビームスマッシャーの一撃で真っ二つにした。その後、クルーガ少尉操縦のガンブラスターと交戦。ビームスマッシャーによって超電磁シールドを機能停止に追い込むが、直後にハイパーローリングキャノンを浴び、撃破された。

### アクアコング
| アクアコング | アクアコング |
| ------------ | ------------ |
| 所属         | ガイロス帝国 |
| 分類         | ゴリラ型     |

新ゾイドバトルストーリーに掲載。水陸両用仕様機で、背中にヘリウムボンベを積載している。水流ジェットで水中を推進することが可能で、輸送船や基地の攻撃を視野に入れている。右腕部にはロケット水中銃を装備しており、ウルトラザウルスを撃破し得る威力を持つ。初出は小学館「小学二年生」1989年5月号。同誌掲載時においては「ブラック・コング」と呼称されていた。
作中の活躍
共和国軍の輸送船を攻撃する任務で使用された。先ず船上のアロザウラーとシールドライガーを撃破し、その後輸送船のスクリューを破壊するべくウルトラザウルスと交戦し、これをロケット水中銃で撃破する。その後、船内に侵入するが、そこで待ち構えていた鉄棒を保持したゴジュラスによって身動きを封じられ、マッドサンダーの攻撃を受ける。最終的には自爆装置を作動させ、輸送船ごと爆散した。

### アイアンコング・レーザー・カスタム
電撃ホビーマガジン誌掲載。アイアンコングのミサイル兵装をすべてレーザー兵装へ変更し、両肩は2連装レーザーキャノンと高出力ジェネレーターを装備したものに変更され、大型化している。発売されなかったカスタマイズパーツのアイデアの一つ。

### ミノタウロス
| ミノタウロス | ミノタウロス                                  |
| ------------ | --------------------------------------------- |
| 所属         | 不明                                          |
| 分類         | ゴリラ型                                      |
| 武装         | 加速式プラズマカノン×1 サイティングレーザー×1 |

小冊子「ゾイドグラフィックスVOL.7」（1986年発行）に登場した改造機。腕が細く、戦車パーツを全身に付けている。
デザインと工作は後の24ゾイドのゴーレムを手がけた横山宏によるもの。

### デビルコング
| デビルコング | デビルコング |
| ------------ | ------------ |
| 所属         | ガイロス帝国 |
| 分類         | ゴリラ型     |

小学館「小学三年生」1990年5月号に掲載された暗黒軍の改造機で、カラーは黒と緑。胸部に強力な耐ビームプロテクターを装備し、身体には棘が生えている。各部出力が強化され、普通のコングと比べて、攻撃力は3倍、防御力は5倍ものパワーを誇る。暗黒軍基地を襲撃したオルディオスを罠に嵌め、僚機のゴッドカイザーもろとも劣勢に追い込むが、そこに駆け付けたショットイーグルやゴルゴランチャーと合体した二機の集中砲火を受け撃破された。

### ゴールドコング
| ゴールドコング | ゴールドコング |
| -------------- | -------------- |
| 所属           | ガイロス帝国   |
| 分類           | ゴリラ型       |

小学館「小学三年生」1991年1月号にて登場。ガイロス皇帝の親衛隊が使用する特別機。ガイロス皇帝の皇宮がある島に配備されていた。機体色は黄金で、通常のコングと比較して三倍もの性能を有する。最終決戦の直前、皇宮に迫るキングゴジュラスを迎え撃ったが歯が立たず、スーパーガトリング砲を浴びて粉砕された。

### 捕獲用アイアンコング
| 捕獲用アイアンコング | 捕獲用アイアンコング                        |
| -------------------- | ------------------------------------------- |
| 所属                 | ゼネバス帝国 ガイロス帝国                   |
| 分類                 | ゴリラ型                                    |
| 武装・装備           | アイアンハンマーナックル 大型ゾイド捕獲装置 |

ゲーム『ZOIDS 帝国VS共和国 メカ生体の遺伝子』および続編である『ZOIDS2 ヘリック共和国VSガイロス帝国』に登場。背負った捕獲用ミサイルで対象ゾイドを捕獲する機能を持つが、その際に相手のHPが半減か3分の2ほど減っていないと捕獲することは出来ず、武器もハンマーパンチ（『2』ではアイアンハンマーナックルに変更）のみで、戦闘力だけでなくHPでもオリジナルのアイアンコングよりも低い。

### ブレードコング
ゲーム『ゾイド邪神復活!〜ジェノブレイカー編〜』に登場した改造機。腕部にノコギリ状の刃を装備している。ディープ・フォレスト・ゴジュラス同様にコロコロコミックの読者応募によって選出された機体であり、シナリオではボスゾイドの1体として登場、ゲームクリア後にパスワード入力で入手できる。

### 親衛隊仕様カスタムコング
| 親衛隊仕様カスタムコング | 親衛隊仕様カスタムコング |
| ------------------------ | ------------------------ |
| 所属                     | ガイロス帝国             |
| 分類                     | ゴリラ型                 |

漫画『機獣新世紀ZOIDS』5巻に登場。火器類一式と装甲が改変されている。レイヴンが駆るバーサークフューラーと交戦したが、一方的に撃破された。

### 格闘戦用
| アイアンコング 格闘戦用 | アイアンコング 格闘戦用 |
| ----------------------- | ----------------------- |
| 所属                    | ゼネバス帝国            |
| 分類                    | ゴリラ型                |

「HISTORY OF ZOIDS」掲載。装甲を軽量化し、迷彩塗装を施したタイプ。

### 重戦用
| アイアンコング 重戦用 | アイアンコング 重戦用 |
| --------------------- | --------------------- |
| 所属                  | ゼネバス帝国          |
| 分類                  | ゴリラ型              |

「HISTORY OF ZOIDS」掲載。ゼネバス皇帝の中央大陸脱出時に従事されたとされる。肘、膝、手甲の関節部に増加装甲を施し、コクピット内の計器も強化されている。

### アイアンコング遠方射撃攻撃型
| アイアンコング遠方射撃攻撃型 | アイアンコング遠方射撃攻撃型 |
| ---------------------------- | ---------------------------- |
| 所属                         | ガイロス帝国                 |
| 分類                         | ゴリラ型                     |

『ゾイドバトルワールド』掲載。背部のミサイルを胸部に移し、大型の地対地ミサイルを装備したタイプ。ボディカラーは青紫に塗装され、機体各部には冷却用の肉抜きがなされている。
初出は『小学二年生』2000年1月号で、その掲載時は「アイアンコング迫撃型」と記述されていた。「ゾイドバトルカードゲーム」においても「砲撃陣形」にてその姿が確認できる。
作中の活躍
小学二年生誌掲載コミック『ゾイドバトルストーリー』、およびその再掲である『ゾイドバトルワールド』「改造ジェノザウラーの逆襲」に登場。レッドホーン夜間強襲型とともにジェノザウラーSに随行しブレードライガーやコマンドウルフに攻撃を仕掛けるも、火山の噴火に巻き込まれている。

### アイアンコングMk-2 帝国軍ノーマル
| アイアンコングMk-2 帝国軍ノーマル | アイアンコングMk-2 帝国軍ノーマル |
| --------------------------------- | --------------------------------- |
| 所属                              | ガイロス帝国                      |
| 分類                              | ゴリラ型                          |

アニメーション『ゾイド -ZOIDS-』第47話に登場。「アイアンコングMk=II（帝国軍仕様）」と記述する資料も見られる。アイアンコングMk-II限定型と同様の装備をEZ-015仕様のノーマルアイアンコングに装備した機体。ジェノブレイカーを包むエヴォリューション・コクーンに対し砲撃任務を行った。

### 帝国軍バルカン仕様
| アイアンコング 帝国軍バルカン仕様 | アイアンコング 帝国軍バルカン仕様 |
| --------------------------------- | --------------------------------- |
| 所属                              | ガイロス帝国                      |
| 分類                              | ゴリラ型                          |

アニメーション『ゾイド -ZOIDS-』第31話に登場。アイアンコングSSと同様の装備をEZ-015仕様のノーマルアイアンコングに装備した機体。辺境の村で略奪行為を行っていたが、セイバータイガー三銃士仕様の攻撃を受けて撃破されている。

### ハーディン仕様
| アイアンコング ハーディン仕様 | アイアンコング ハーディン仕様 |
| ----------------------------- | ----------------------------- |
| 所属                          | ガイロス帝国                  |
| 分類                          | ゴリラ型                      |
| 主な搭乗者                    | ハーディン准将                |

アニメーション『ゾイド -ZOIDS-』第33話から登場。同アニメにおけるハーディン准将の乗機であり、本体カラーは赤主体に変更されている。帝都ガイガロスに向かうルドルフたちを封鎖したが、ホマレフ宰相が呼び寄せた共和国部隊の砲撃を受け撃破された。

### アイアンドリル
| アイアンドリル IRON DRILL | アイアンドリル IRON DRILL             |
| ------------------------- | ------------------------------------- |
| 所属                      | 帝国軍                                |
| 分類                      | マンドリル型                          |
| 全長                      | 19.3m                                 |
| 全長                      | 24m                                   |
| 重量                      | 220.0t                                |
| 最高速度                  | 150km/h                               |
| 武装                      | アイアンナックル 高出力ビームバズーカ |

ゲーム『ゾイドサーガ2』に登場。砲撃力を強化したアイアンコング。右肩部には折り畳み式の高出力ビームバズーカを持つ。

### アイアンコングPKMS
| アイアンコングPKMS | アイアンコングPKMS                 |
| ------------------ | ---------------------------------- |
| 所属               | チーム・チャンプ（スラッシュゼロ） |
| 分類               | ゴリラ型                           |
| 全長               | 不明                               |
| 全高               | 不明                               |
| 重量               | 不明                               |
| 最高速度           | 不明                               |
| 主な搭乗者         | マリー・チャンプ ベンジャミン      |

アニメ『ゾイド新世紀スラッシュゼロ』第9話に登場。機体本体のカラーは『ゾイド -ZOIDS-』第33～34話にかけて登場したハーディン准将の専用アイアンコングと同一だが、肩部のミサイルランチャーとバックパックが廃され、代わりに機体後部に配置された格納庫から各種ミサイルを装填する方式の発射台を背部に持っている。アイアンコングPKとともに同世界で流通している機体ではかなり高額らしい。
この機体呼称は『ZOIDS VS2』およびゾイドカードコロシアム登場時のもの。これらのゲームでは機体カラーリングこそ共通であるものの、その装備構成はMk-II限定型のものに変更されている。

### アイアンブレイカー
| アイアンブレイカー IRON BREAKER | アイアンブレイカー IRON BREAKER |
| ------------------------------- | ------------------------------- |
| 所属                            | 帝国軍                          |
| 分類                            | ゴリラ型                        |
| 全長                            | 11.5m                           |
| 全高                            | 18.5m                           |
| 重量                            | 190t                            |
| 最高速度                        | 150km/h                         |

『ゾイド改造マニュアル』に掲載。敵基地や都市を攻略する強襲部隊に配属される改造機で、右肩部にバズーカを追加。両肩部は体当たりのためプロテクターが大型化している。腕には超硬度星形鉄球を装備し、ゾイドや外壁をこれで破砕する。

### アイアンコング（マサクニ機）
『ゾイドジェネレイションズ』で登場。代々メタルZiの鍛冶を務めているマサクニが乗り継いできたゾイドで、頭部には額当て「イシコリヒメ」、腕部には鍛冶用の大金槌である「ホムスビ」を持つ。また、両腕の装備は換装可能となっており、鍛冶用の七つ道具のほか、戦闘用の装備も取り付け可能。なお、師事する弟子の機体として専用のハンマーロックも用意されている。